# Mecca and the Soul Brother
Albums de Pete Rock and C.L. Smooth
All Souled Out
(1991) The Main Ingredient
(1994)
Singles
1. Straighten It Out
Sortie : 1992
2. They Reminisce Over You (T.R.O.Y.)
Sortie : 1992
3. Lots of Lovin
Sortie : 1993

Mecca and the Soul Brother est le premier album studio de Pete Rock and C.L. Smooth, sorti le 9 juin 1992.
Faisant suite à All Souled Out, sorti en 1991, Mecca and the Soul Brother, malgré un succès critique, ne connaît qu'un tout petit succès commercial comparé aux autres sorties de l'année comme The Chronic de Dr. Dre. L'album s'est classé 7e au Top R&B/Hip-Hop Albums et 43e au Billboard 200
Les paroles de C.L. Smooth sont bien adaptées aux instrumentaux de Pete Rock, basés sur des samples jazzy. Le premier single, They Reminisce Over You (T.R.O.Y.), est un morceau dédié à leur ami mort Trouble T Roy, du groupe Heavy D & the Boyz. Ce titre est construit sur une basse et sur un saxophone samplant le titre Today de Tom Scott et ouvert par la batterie de When She Made Me Promise de The Beginning of the End. Plus que la chanson emblématique du duo, They Reminisce Over You (T.R.O.Y.) est considérée comme l'une des plus grandes chansons de l'histoire du rap.

## Liste des titres
| No  | Titre                                                     | Contient un (des) sample(s) de | Durée |
| --- | --------------------------------------------------------- | --- | ----- |
| 1.  | Return of the Mecca                                       | Country Preacher du Cannonball Adderley Quintet You're the Fool des Three Degrees Long Red de Mountain | 5:44  |
| 2.  | For Pete's Sake                                           | Sing a Simple Song de Sly and the Family Stone Come Live With Me de Dorothy Ashby The Rill Thing de Little Richard N.T. de Kool & The Gang Gimmie Some de Freddie McCoy Synthetic Substitution de Melvin Bliss It's My Thing d'EPMD Me Versus Me de Biz Markie | 5:54  |
| 3.  | Ghettos of the Mind                                       | Long Red de Mountain Ghettos of the Mind de Bama the Village Poet Just Rhymin' With Biz de Big Daddy Kane featuring Biz Markie | 5:03  |
| 4.  | Lots of Lovin (featuring Tabitha Brace et Terri Robinson) | Player's Balling (Players Doin' Their Own Thing) des Ohio Players What's Going On? des Ohio Players | 5:09  |
| 5.  | Act Like You Know                                         | Get Out of My Life, Woman de George Semper Down Here on the Ground de Grant Green Freedom Death Dance d'Eugene McDaniels Cameo d'Eddy Senay The Awakening de Woody Shaw For Pete's Sake de Pete Rock and C.L. Smooth                                           | 4:03  |
| 6.  | Straighten It Out                                         | Chocolate Buttermilk de Kool & The Gang Heighty Hi de Mongo Santamaría Bootleggin' de Simtec & Wylie Our Generation d'Ernie Hines | 4:13  |
| 7.  | Soul Brother #1                                           | The Grunt des J.B.'s Headless Heroes d'Eugene McDaniels Pain des Ohio Players Soul Man de Sweet Charles Sherrell Bubble Gum de 9th Creation | 4:30  |
| 8.  | Wig Out                                                   | Music Talk de Georgie Fame Jungle Child de Johnny Lytle Turbulence d'Eddie Harris | 4:07  |
| 9.  | Anger in the Nation                                       | Sing a Simple Song de Sly and the Family Stone Talk to the People de Les McCann Funky President de James Brown | 5:33  |
| 10. | They Reminisce Over You (T.R.O.Y.)                        | Today de Tom Scott and The California Dreamers When She Made Me Promise de The Beginning of the End | 4:46  |
| 11. | On and On                                                 | Ode to Billie Joe de Lou Donaldson (Don't Want No) Woman de Lee Michaels Nobody Beats the Biz de Biz Markie featuring T.J Swan Step to the Rear de Brand Nubian                                                                                                | 5:12  |
| 12. | It's Like That                                            | Elephant's Memory de Mongoose Strictly for the Ladies de Lord Finesse et DJ Mike Smooth | 3:57  |
| 13. | Can't Front On Me                                         | Where Do I Go? de Dave Wintour et Pat Whitmore Don't Change Your Love de Five Stairsteps Nothingness de Bama the Village Poet Synthetic Substitution de Melvin Bliss Submission de Tyrone Washington                                                           | 4:16  |
| 14. | The Basement (featuring Dida, Grap, Heavy D. et Robo-O)   | Season of the Witch de Mike Bloomfield, Al Kooper et Stephen Stills Mad Dog de Lee Michaels Expo '83 des Backyard Heavies Risin' to the Top de Keni Burke Bam Bam de Sister Nancy Mecca and the Soul Brother de Pete Rock and C.L. Smooth                      | 5:26  |
| 15. | If It Ain't Rough, It Ain't Right                         | Blues and Pants de James Brown Synthetic Substitution de Melvin Bliss Trespassin' de Skull Snaps Nautilus de Bob James Dr. Funkenstein de Parliament Once in a Lifetime de Talking Heads Go Stetsa I de Stetsasonic                                            | 5:05  |
| 16. | Skinz (featuring Grand Puba)                              | | 4:15  |